# Плавучий объект
Плаву́чий объе́кт — базовое понятие используемое в морской терминологии для обозначения самоходных и несамоходных объектов, способных перемещаться по водным системам и морям. Является более широким по смыслу понятием, чем плавучее сооружение, которое охватывает лишь инженерные плавучие объекты.

## Виды плавучих объектов
В широком понимании, словосочетание «плавучий объект» охватывает всевозможные физические объекты, способные перемещаться по или под поверхностью воды.
По отношению к инженерным, плавучие объекты делятся на два основных типа:
1. регистровые плавучие сооружения:
  - суда[1][2];
  - плавучие сооружения (плавсредства), не являющиеся судами[1][2][4];
2. внерегистровые плавсредства[5];

### Регистровые плавучие сооружения
Судно — самоходное или несамоходное плавучее сооружение (плавсредство), предназначенное для использования в целях судоходства, в том числе корабль, судно смешанного (река—море) плавания, например, для перевозки грузов, багажа и почты, пассажиров, судно рыбного или иного морского или речного промысла, судно для спасения людей, буксировки иных плавучих объектов, гидротехнических, научных, учебных, спортивных, развлекательных целей. Под понятие «судно» подпадают паром, дноуглубительный и дноочистительный снаряды, плавучий кран и другие технические сооружения подобного рода.
В том числе, к категории стояночных судов относятся несамоходные плавучие сооружения (плавсредства): дебаркадер, плавучие (находящиеся на воде) дом, гостиница, ресторан, понтон, плот, наплавной мост, плавучий причал, и другие технические сооружения подобного рода.
В Морском и Речном регистре содержатся перечень плавучих сооружений, которые не охватываются понятием «судно»: плавучие краны, наплавной мост, надувная лодка и другие.

### Внерегистровые плавучие сооружения
В эксплуатации находятся также плавучие технические сооружения, не подпадающие под действие правил классификационного общества (в России — Морской или Речной регистры) — например, плоты, доски для сёрфинга, подводные роботы, гидросамолёты, плавающие танки, торпеды и т. п..

## Строительство и регистрация
Строительство плавучих сооружений (технических плавучий объектов) осуществляется в порядке и по правилам установленным классификационным обществом страны-производителя. Регистрации подлежат лишь плавучие объекты, подпадающие под юрисдикцию классификационного общества страны, под флагом которой осуществляется судовождение. Правила классификационного общества — это совокупность норм технического характера, устанавливающих требования к объектам классификации, а также к процессам их проектирования, производства, строительства, монтажа, наладки, эксплуатации и перевозки.
Непосредственно перед вводом в эксплуатацию, плавучие сооружения подлежат освидетельствованию, классификации и регистрации, по результатам которых подтверждается соответствие судна требованиям классификационного общества и выдаются судовые документы: свидетельства, акты освидетельствований и сертификаты, подтверждающие технические характеристики плавучего сооружения, его элементов и изделий, а также использованных при постройке материалов.
В дальнейшем, судовые документы определяют режим его эксплуатации, права и обязанности организации или судовладельца эксплуатирующего плавучее сооружение, капитана, экипажа, пассажиров, а также режим нахождения груза на борту и др., в соответствии с действующим законодательством и подзаконными актами страны приписки (каботажное судоходство), международными соглашениями (нейтральные воды), либо в соответствии с действующим зарубежным законодательством (воды иностранных государств).
Например, в Соединённых Штатах плавучему сооружению присваивается код, представляющий из себя буквенно-цифровую строку, называемую регистрационным номером плавучего сооружения, которая выдаётся Министерством транспортных средств штата.